# Aveleda e Rio de Onor
Aveleda e Rio de Onor (oficialmente: União das Freguesias de Aveleda e Rio de Onor) é uma freguesia portuguesa do município de Bragança com 106,36 km² de área e 227 habitantes (censo de 2021). A sua densidade populacional é 2,1 hab./km².

## História
Foi constituída em 2013, no âmbito de uma reforma administrativa nacional, pela agregação das antigas freguesias de Aveleda e Rio de Onor e tem a sede em Aveleda.

## Demografia
A população registada nos censos foi:
| Ano  | 0-14 Anos | 15-24 Anos | 25-64 Anos | > 65 Anos |
| 2001 | 19        | 39         | 186        | 135       |
| 2011 | 8         | 16         | 110        | 138       |
| 2021 | 2         | 7          | 78         | 140       |

À data da junção das freguesias, a população registada no censo anterior foi:
| Freguesia atual       | Freguesia atual  | Freguesia atual | Freguesias antigas | Freguesias antigas | Freguesias antigas |
| Freguesia             | População (2011) | Área (km²)      | Freguesia          | População (2011)   | Área(km²)          |
| --------------------- | ---------------- | --------------- | ------------------ | ------------------ | ------------------ |
| Aveleda e Rio de Onor | 272              | 106,36          | Aveleda            | 196                | 62,2               |
| Aveleda e Rio de Onor | 272              | 106,36          | Rio de Onor        | 76                 | 44,16              |

## Aldeias
A união de freguesias é composta por quatro aldeias:
- Aveleda
- Guadramil
- Rio de Onor
- Varge